# Noruega en el Festival de la Canción de Eurovisión 2021
Noruega participó en el LXV Festival de la Canción de Eurovisión, celebrado en Róterdam, Países Bajos del 18 al 22 de mayo del 2021, tras la victoria de Duncan Laurence con la «Arcade». Noruega decidió mantener el sistema de elección de los últimos años, con el cual la NRK organiza el tradicional Melodi Grand Prix con el cual definen al representante del país dentro del festival de Eurovisión. El festival celebrado durante 5 fines de semana entre el 16 de enero al 20 de febrero de 2021, dio como ganador al cantante TIX, y la canción «Fallen Angel», compuesta por Andreas Haukeland (Tix), Emelie Hollow y Mathias Haukeland.
Noruega rondó en las semanas previas dentro del Top 15 de las casas de apuestas. Tras clasificarse en décimo lugar de la semifinal 1 con 115 puntos, Noruega finalizó en 18.ª posición con una sumatoria de 75 puntos: 15 del jurado profesional y 60 del televoto.

## Historia de Noruega en el Festival
Noruega debutó en 1960, habiendo participado en 58 ocasiones desde entonces. El país ha ganado en tres ocasiones: en 1985 con Bobbysocks! y la canción «La det swinge»; en 1995 con la canción seminstrumental «Nocturne» del grupo Secret Garden y por último en 2009, con Alexander Rybak y «Fairytale» siendo esta última la canción con la mayor puntuación de la historia (387 puntos) hasta el cambio de formato en la votación de 2016. En contraste, Noruega se ha posicionado último en 11 ocasiones, incluyendo cuatro con cero puntos. Desde la introducción de las semifinales en 2004, Noruega solo ha sido eliminada en esta instancia en 3 ocasiones: 2007, 2011 y 2016.
La representante para la edición cancelada de 2020 era la ganadora del Melodi Grand Prix de ese año, Ulrikke con la balada «Attention». En 2019, los ganadores del Melodi Grand Prix, KEiiNO, terminó en 6° lugar con 331 puntos en la gran final, con el tema «Spirit in the sky», habiendo ganado el televoto con 291 puntos y finalizando en 18° lugar del jurado profesional con 40 puntos.

## Representante para Eurovisión

### Melodi Grand Prix 2021
El Melodi Grand Prix 2021, fue la 59° edición del festival noruego. Noruega confirmó su participación en el Festival de Eurovisión 2021 el 26 de marzo de 2020. A diferencia de lo ocurrido con la mayoría de los países participantes, Noruega decidió no seleccionar internamente a su representante del año anterior, Ulrikke Brandstorp, si bien la NRK habría ofrecido un pase directo a la final a Ulrikke, la cantante finalmente declinó su participación. En entrevista con NikkieTutorials, Ulrikke afirmó que no deseaba recibir un pase directo por cuestiones que no fueran «la calidad de la canción». La competencia tuvo lugar durante 5 fines de semana desde el 16 de enero al 20 de febrero de 2021, con la participación de 26 intérpretes.
La final del festival tuvo lugar el 20 de febrero, con la realización de 3 rondas. En la primera, se presentaron las 12 candidaturas finalistas y se sometieron a una votación a 50/50 entre el jurado internacional y el público. En esta ronda, cada jurado profesional votaba las canciones con el mismo sistema de Eurovisión: 12, 10 y 8-1 puntos. El público repartía la misma cantidad de la totalidad de los jurados (580 puntos) en función del porcentaje de votos que recibieran (por ejemplo, si una canción recibía el 10% de votos, recibía el 10% de 580 puntos: 58).
Las 4 canciones más puntuadas avanzaron a la «Final de Oro»: Blåsemafian junto a Hazel, Jorn, KEiiNO y TIX. En esta segunda ronda, los 4 finalistas se repartían en dos duelos, en los cuales, la canción más votada por el público pasaba a la siguiente ronda: «El Duelo de Oro». En esta última fase, al igual que la anterior, los dos finalistas se volvían a someter a votación del público, donde el más votado se declaraba ganador del festival y representante de Noruega en Eurovisión. Tras la tercera ronda, TIX fue declarado ganador con la canción «Fallen Angel», tras obtener una media de 57.49% de los votos, convirtiéndose TIX en el representante no. 59 de Noruega en el festival eurovisivo.
| N.º | Artista | Canción        | Televoto | Televoto | Televoto | Televoto | Televoto | Televoto       | Televoto | Televoto   |
| N.º | Artista | Canción        | Sur      | Centro   | Norte    | Oeste    | Este     | Total de votos | Lugar    | Porcentaje |
| --- | ------- | -------------- | -------- | -------- | -------- | -------- | -------- | -------------- | -------- | ---------- |
| 1   | KEiiNO  | «Monument»     | 27,666   | 38,850   | 42,437   | 58,942   | 113,148  | 281,043        | 2        | 42.51%     |
| 2   | TIX     | «Fallen Angel» | 36,966   | 46,937   | 28,105   | 82,891   | 185,104  | 380,033        | 1        | 57.49%     |

## En Eurovisión
De acuerdo a las reglas del festival, todos los concursantes inician desde las semifinales, a excepción del anfitrión (en este caso, Países Bajos) y el Big Five compuesto por Alemania, España, Francia, Italia y Reino Unido. La producción del festival decidió respetar el sorteo ya realizado para la edición cancelada de 2020 por lo que se determinó que el país, tendría que participar en la primera semifinal. En este mismo sorteo, se determinó que participaría en la segunda mitad de la semifinal (posiciones 8-16). Semanas después, ya conocidos los artistas y sus respectivas canciones participantes, la producción del programa dio a conocer el orden de actuación, determinando que Noruega participara en la decimoquinta posición, precedida por Chipre y seguido de Croacia.
Los comentarios para Noruega corrieron por parte de. La portavoz de la votación del jurado profesional noruego fue la Silje Skjemstad Cruz.

### Semifinal 1
TIX tomó parte de los primeros ensayos los días 9 y 12 de mayo, así como de los ensayos generales con vestuario de la primera semifinal los días 17 y 18 de mayo. El ensayo general de la tarde del 17 fue tomado en cuenta por los jurados profesionales para emitir sus votos, que representan el 50% de los puntos. Noruega se presentó en la posición 9, detrás de Croacia y por delante de Chipre. La actuación noruega se mantuvo fiel a la presentada en el Melodi Grand Prix, con TIX vestido de ángel con su gran abrigo blanco y sus clásicos lentes de sol con su banda con su nombre en la cabeza. Lo acompañaron 5 bailarines vestidos de ángeles negros quienes se mantuvieron bailando encadenados durante toda la presentación, concepto acorde a la canción. Destacó el momento en el que, antes de interpretar el estribillo final, Tix se retiró las gafas de sol para dejar ver sus tics causados por su Síndrome de Tourette.
Al final del show, Noruega fue anunciada como uno de los 10 países finalistas. Los resultados revelados una vez terminado el festival, posicionaron a Noruega en 10° lugar con 115 puntos, habiéndose posicionado en 8.ª posición en la votación del público con 77 puntos, y obteniendo el 12° lugar del jurado profesional con 38 puntos.

### Final
Durante la rueda de prensa de los ganadores de la primera semifinal, se realizó el sorteo en el que se decidió en que mitad participaría cada finalista. Noruega fue sorteada para participar en la segunda mitad de la final (posiciones 14-26). El orden de actuación revelado durante la madrugada del viernes 21 de mayo, en el que se decidió que Noruega debía actuar en la posición 22 por delante de Azerbaiyán y detrás de Países Bajos.
Durante la votación final, Noruega se colocó en 22ª posición del jurado profesional con solo 15 puntos. Posteriormente, se reveló su votación del público: un 13° lugar con 60 puntos, que le dieron la sumatoria final de 75 puntos, finalizando en 18° lugar.

### Votación

#### Puntuación otorgada a Noruega

##### Semifinal 1
| Jurado    | Jurado              | Jurado                               | Jurado                                    | Jurado                                           |
| 12 puntos | 10 puntos           | 8 puntos                             | 7 puntos                                  | 6 puntos                                         |
| --------- | ------------------- | ------------------------------------ | ----------------------------------------- | ------------------------------------------------ |
|           |                     | - Suecia                             | - Bélgica                                 | - Italia                                         |
| 5 puntos  | 4 puntos            | 3 puntos                             | 2 puntos                                  | 1 punto                                          |
|           | - Países Bajos      | - Eslovenia - Irlanda                | - Israel - Lituania - Macedonia del Norte | - Australia                                      |
| Televoto  |                     |                                      |                                           |                                                  |
| 12 puntos | 10 puntos           | 8 puntos                             | 7 puntos                                  | 6 puntos                                         |
| - Suecia  | - Azerbaiyán        |                                      |                                           | - Bélgica - Eslovenia - Lituania - Malta - Rusia |
| 5 puntos  | 4 puntos            | 3 puntos                             | 2 puntos                                  | 1 punto                                          |
|           | - Alemania - Israel | - Australia - Países Bajos - Rumania | - Croacia - Irlanda - Ucrania             | - Chipre - Italia                                |

##### Final
| Jurado     | Jurado                | Jurado               | Jurado                              | Jurado                                                |
| 12 puntos  | 10 puntos             | 8 puntos             | 7 puntos                            | 6 puntos                                              |
| ---------- | --------------------- | -------------------- | ----------------------------------- | ----------------------------------------------------- |
|            |                       |                      | - Irlanda                           |                                                       |
| 5 puntos   | 4 puntos              | 3 puntos             | 2 puntos                            | 1 punto                                               |
|            |                       | - Dinamarca          | - Italia - Suecia                   | - Ucrania                                             |
| Televoto   |                       |                      |                                     |                                                       |
| 12 puntos  | 10 puntos             | 8 puntos             | 7 puntos                            | 6 puntos                                              |
|            | - Malta               | - Dinamarca - Suecia | - Azerbaiyán                        |                                                       |
| 5 puntos   | 4 puntos              | 3 puntos             | 2 puntos                            | 1 punto                                               |
| - Lituania | - Estonia - Finlandia | - Polonia            | - Eslovenia - Letonia - Reino Unido | - Alemania - Australia - Austria - Bélgica - Islandia |

#### Puntuación otorgada por Noruega
| Puntos    | Jurado     | Televoto   |
| --------- | ---------- | ---------- |
| 12 puntos | Malta      | Lituania   |
| 10 puntos | Suecia     | Suecia     |
| 8 puntos  | Israel     | Malta      |
| 7 puntos  | Ucrania    | Ucrania    |
| 6 puntos  | Azerbaiyán | Azerbaiyán |
| 5 puntos  | Chipre     | Israel     |
| 4 puntos  | Eslovenia  | Rusia      |
| 3 puntos  | Rusia      | Chipre     |
| 2 puntos  | Rumania    | Bélgica    |
| 1 punto   | Irlanda    | Croacia    |

| Puntos    | Jurado   | Televoto   |
| --------- | -------- | ---------- |
| 12 puntos | Malta    | Lituania   |
| 10 puntos | Suecia   | Islandia   |
| 8 puntos  | Israel   | Suecia     |
| 7 puntos  | Suiza    | Italia     |
| 6 puntos  | Bulgaria | Finlandia  |
| 5 puntos  | Italia   | Ucrania    |
| 4 puntos  | Francia  | Francia    |
| 3 puntos  | Ucrania  | Malta      |
| 2 puntos  | Islandia | Suiza      |
| 1 punto   | Grecia   | Azerbaiyán |

##### Desglose
El jurado noruego estuvo compuesto por:
- Kate Gulbrandsen
- Anna-Lisa Kumoji
- Rolf Lennart Stensø
- Vilde
- Aleksander Walmann

| Semifinal 1 | Semifinal 1         | Semifinal 1                | Semifinal 1                | Semifinal 1                | Semifinal 1                | Semifinal 1                | Semifinal 1                | Semifinal 1                | Semifinal 1                | Semifinal 1                |
| N.º         | País                | Jurado                     | Jurado                     | Jurado                     | Jurado                     | Jurado                     | Jurado                     | Jurado                     | Televoto                   | Televoto                   |
| N.º         | País                | Jurado A                   | Jurado B                   | Jurado C                   | Jurado D                   | Jurado E                   | Ranking                    | Puntos                     | Ranking                    | Puntos                     |
| ----------- | ------------------- | -------------------------- | -------------------------- | -------------------------- | -------------------------- | -------------------------- | -------------------------- | -------------------------- | -------------------------- | -------------------------- |
| 01          | Lituania            | 15                         | 8                          | 9                          | 14                         | 11                         | 13                         |                            | 1                          | 12                         |
| 02          | Eslovenia           | 7                          | 6                          | 6                          | 7                          | 13                         | 7                          | 4                          | 14                         |                            |
| 03          | Rusia               | 4                          | 11                         | 4                          | 13                         | 12                         | 8                          | 3                          | 7                          | 4                          |
| 04          | Suecia              | 2                          | 1                          | 7                          | 1                          | 2                          | 2                          | 10                         | 2                          | 10                         |
| 05          | Australia           | 14                         | 9                          | 13                         | 12                         | 9                          | 14                         |                            | 15                         |                            |
| 06          | Macedonia del Norte | 13                         | 10                         | 10                         | 15                         | 14                         | 15                         |                            | 12                         |                            |
| 07          | Irlanda             | 12                         | 5                          | 14                         | 9                          | 5                          | 10                         | 1                          | 13                         |                            |
| 08          | Chipre              | 8                          | 3                          | 8                          | 6                          | 6                          | 6                          | 5                          | 8                          | 3                          |
| 09          | Noruega             | -------------------------- | -------------------------- | -------------------------- | -------------------------- | -------------------------- | -------------------------- | -------------------------- | -------------------------- | -------------------------- |
| 10          | Croacia             | 11                         | 15                         | 12                         | 11                         | 7                          | 12                         |                            | 10                         | 1                          |
| 11          | Bélgica             | 9                          | 12                         | 11                         | 8                          | 15                         | 11                         |                            | 9                          | 2                          |
| 12          | Israel              | 3                          | 7                          | 3                          | 3                          | 8                          | 3                          | 8                          | 6                          | 5                          |
| 13          | Rumania             | 10                         | 13                         | 15                         | 4                          | 4                          | 9                          | 2                          | 11                         |                            |
| 14          | Azerbaiyán          | 5                          | 4                          | 5                          | 5                          | 10                         | 5                          | 6                          | 5                          | 6                          |
| 15          | Ucrania             | 6                          | 14                         | 2                          | 10                         | 3                          | 4                          | 7                          | 4                          | 7                          |
| 16          | Malta               | 1                          | 2                          | 1                          | 2                          | 1                          | 1                          | 12                         | 3                          | 8                          |

| Final | Final        | Final                      | Final                      | Final                      | Final                      | Final                      | Final                      | Final                      | Final                      | Final                      |
| N.º   | País         | Jurado                     | Jurado                     | Jurado                     | Jurado                     | Jurado                     | Jurado                     | Jurado                     | Televoto                   | Televoto                   |
| N.º   | País         | Jurado A                   | Jurado B                   | Jurado C                   | Jurado D                   | Jurado E                   | Ranking                    | Puntos                     | Ranking                    | Puntos                     |
| ----- | ------------ | -------------------------- | -------------------------- | -------------------------- | -------------------------- | -------------------------- | -------------------------- | -------------------------- | -------------------------- | -------------------------- |
| 01    | Chipre       | 12                         | 8                          | 23                         | 9                          | 17                         | 15                         |                            | 13                         |                            |
| 02    | Albania      | 13                         | 18                         | 11                         | 22                         | 20                         | 19                         |                            | 21                         |                            |
| 03    | Israel       | 2                          | 5                          | 3                          | 3                          | 13                         | 3                          | 8                          | 18                         |                            |
| 04    | Bélgica      | 21                         | 19                         | 18                         | 18                         | 22                         | 22                         |                            | 22                         |                            |
| 05    | Rusia        | 9                          | 12                         | 8                          | 23                         | 18                         | 16                         |                            | 11                         |                            |
| 06    | Malta        | 1                          | 2                          | 1                          | 4                          | 2                          | 1                          | 12                         | 8                          | 3                          |
| 07    | Portugal     | 14                         | 15                         | 14                         | 10                         | 11                         | 17                         |                            | 12                         |                            |
| 08    | Serbia       | 19                         | 25                         | 22                         | 20                         | 24                         | 24                         |                            | 15                         |                            |
| 09    | Reino Unido  | 20                         | 9                          | 7                          | 13                         | 12                         | 14                         |                            | 24                         |                            |
| 10    | Grecia       | 10                         | 7                          | 13                         | 5                          | 23                         | 10                         | 1                          | 19                         |                            |
| 11    | Suiza        | 18                         | 3                          | 5                          | 2                          | 5                          | 4                          | 7                          | 9                          | 2                          |
| 12    | Islandia     | 4                          | 13                         | 15                         | 14                         | 7                          | 9                          | 2                          | 2                          | 10                         |
| 13    | España       | 22                         | 23                         | 20                         | 19                         | 14                         | 21                         |                            | 23                         |                            |
| 14    | Moldavia     | 17                         | 24                         | 25                         | 25                         | 19                         | 23                         |                            | 25                         |                            |
| 15    | Alemania     | 24                         | 22                         | 24                         | 24                         | 25                         | 25                         |                            | 14                         |                            |
| 16    | Finlandia    | 16                         | 16                         | 4                          | 15                         | 9                          | 13                         |                            | 5                          | 6                          |
| 17    | Bulgaria     | 23                         | 4                          | 19                         | 7                          | 1                          | 5                          | 6                          | 16                         |                            |
| 18    | Lituania     | 25                         | 14                         | 10                         | 16                         | 15                         | 18                         |                            | 1                          | 12                         |
| 19    | Ucrania      | 5                          | 21                         | 2                          | 21                         | 10                         | 8                          | 3                          | 6                          | 5                          |
| 20    | Francia      | 6                          | 6                          | 9                          | 8                          | 8                          | 7                          | 4                          | 7                          | 4                          |
| 21    | Azerbaiyán   | 8                          | 11                         | 6                          | 11                         | 16                         | 11                         |                            | 10                         | 1                          |
| 22    | Noruega      | -------------------------- | -------------------------- | -------------------------- | -------------------------- | -------------------------- | -------------------------- | -------------------------- | -------------------------- | -------------------------- |
| 23    | Países Bajos | 11                         | 10                         | 16                         | 17                         | 4                          | 12                         |                            | 20                         |                            |
| 24    | Italia       | 7                          | 20                         | 12                         | 6                          | 3                          | 6                          | 5                          | 4                          | 7                          |
| 25    | Suecia       | 3                          | 1                          | 17                         | 1                          | 6                          | 2                          | 10                         | 3                          | 8                          |
| 26    | San Marino   | 15                         | 17                         | 21                         | 12                         | 21                         | 20                         |                            | 17                         |                            |